# Natatolana natalis
Natatolana natalis là một loài chân đều trong họ Cirolanidae. Loài này được Menzies & George miêu tả khoa học năm 1972.